# Triodontella brevis
Triodontella brevis är en skalbaggsart som beskrevs av Brenske 1890. Triodontella brevis ingår i släktet Triodontella och familjen Melolonthidae. Inga underarter finns listade i Catalogue of Life.